# Norsk film
Norsk film omfatter fremstilling af forskellige typer af film, såsom spillefilm, kortfilm, dokumentarfilm og reklamefilm, i Norge eller norske producenter og film-folk. Filmindustrien er voksende, men er forholdsvis svag, både internationalt og nationalt. Nationalt er filmindustrien domineret af importerede film, hovedsageligt fra USA og Europa. Fra 1990'erne er der imidlertid en række norske film, som har gået meget godt i de norske biografer. Nogle film er også eksporteret og har modtaget filmpriser i udlandet.
Filmindustrien i Norge modtager statsstøtte fra Norsk filmfond og Norsk filmutvikling.
Den vigtigste filmpris, som deles ud i Norge, er Amandaprisen.
Uddannelse inden film tilbydes i Norge ved Høgskolen i Lillehammer/Filmskolen, Høgskulen i Volda og Universitetet i Stavanger.